# Демедюк Сергій Васильович
Сергій Васильович Демедюк (нар. 17 жовтня 1977, Волинська область) — генерал поліції 3-го рангу (2018), колишній начальник Департаменту кіберполіції Національної поліції України (2015—2019).
Заступник Секретаря Ради національної безпеки і оборони України з 21 жовтня 2019 року.

## Життєпис
Закінчив Львівський інститут внутрішніх справ при Національній академії внутрішніх справ (1998), Національну академію внутрішніх справ (2011). Кандидат юридичних наук.
В органах внутрішніх справ з 1994 року.
Демедюк працював на оперативних посадах в УДСБЕЗ УМВС у Волинській області, обіймав керівні посади у Департаменті з боротьби з економічною злочинністю МВС України. Був начальником Департаменту кіберполіції Національної поліції України (2015—2019).
З 21 жовтня 2019 року є заступникои Секретаря Ради національної безпеки і оборони України.
Доцент кафедри програмної інженерії та кібербезпеки Київського національного торгівельно-економічного університету.
Одружений, має двох доньок та сина.

## Нагороди
- Медаль «За бездоганну службу» III ступеня[5]